# عصيان
العصيان هو عدم الطاعة لسلطات طواعيةً. لا يعد رفض القيام بفعل لا أخلاقي أو غير قانوني عصيانًا؛ ولا يعد كذلك رفض القيام بفعل ليس من اختصاص سلطة الشخص الذي أصدر الأمر.
يعد العصيان عمومًا جريمة تستحق العقاب في التنظيمات الهرمية التي تعتمد على أفراد أقل في سلسلة الأوامر يفعلون ما هو مطلوب منهم.

## العسكرية

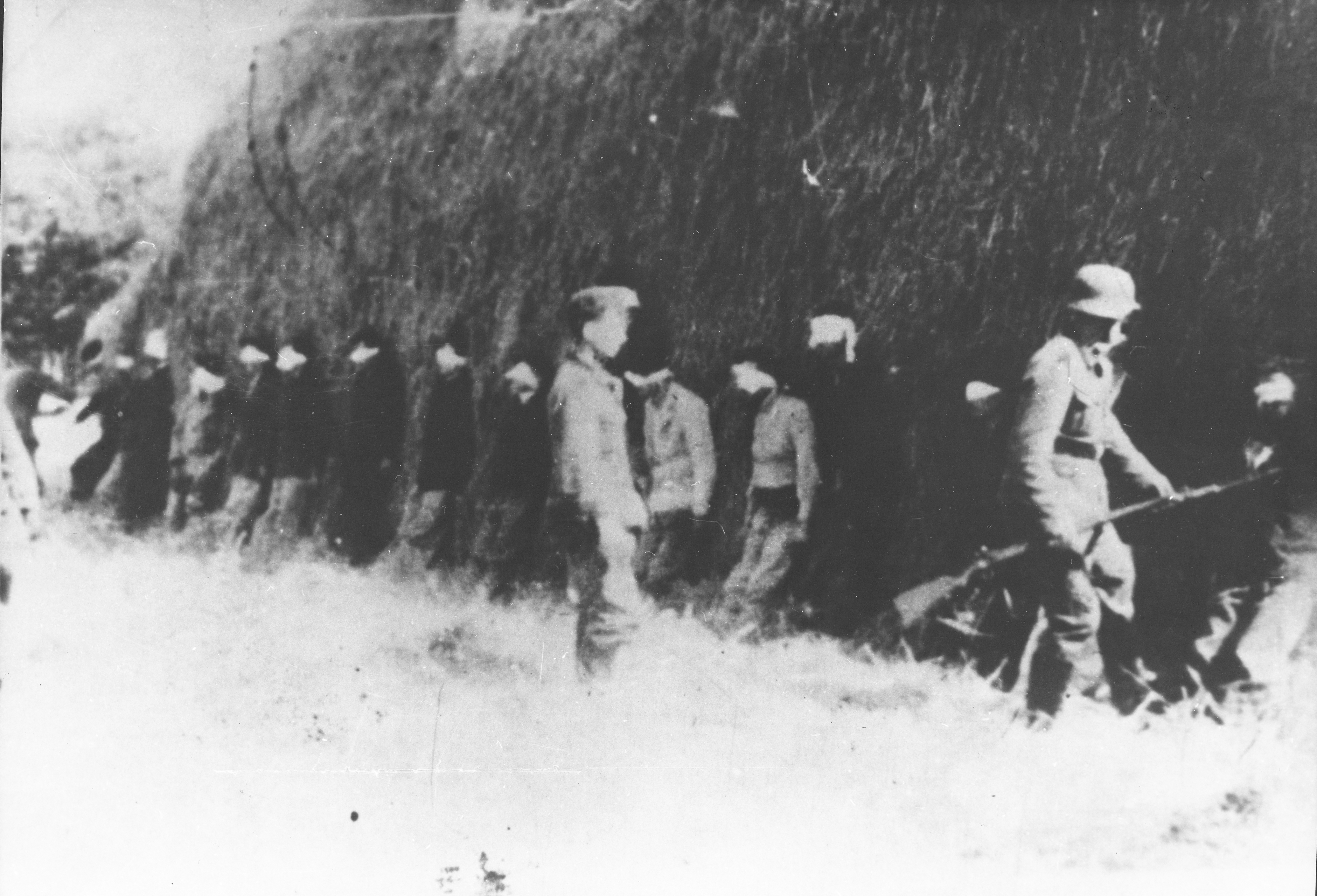
ستة عشر شابًا معصوبو العين ينتظرون إعدامهم على يد القوات الألمانية في صربيا عام 1941. ويدعي أن هناك جنديًا ألمانيًا اسمه جوسف شولز رفض المشاركة في إعدام هؤلاء الشباب فتم إعدامه معهم.

العصيان هو رفض المرؤوس طاعة الأوامر القانونية التي يصدرها ضابط نظامي أو ضابط غير نظامي. ويعتبر أيضًا رفض الضابط العسكري طاعة رؤسائه (المدنيين) حالة عصيان، رغم أنه في بعض الدول، يكون رئيس الحكومة (على الأقل من الناحية الفنية) أعلى رتبة عسكرية (مثل رئيس الأركان). وعمومًا يتوقع من الضابط أو الجندي أن يكون عاصيًا من أجل العصيان إذا صدر له أمر غير قانوني. (انظر دفاع نورمبرج)
ينبغي ألا نخلط بين العصيان والاحتقار في العسكرية الأمريكية. ففي حين يتعلق العصيان أساسًا بعدم اتباع الأوامر التي يصدرها رتبة أعلى، فالاحتقار في العسكرية الأمريكية ينطوي على استخدام كلمات استهزائية تجاه مسؤولين معينين أو منتخبين، حسبما تفسره المادة 88 من القانون الموحد للعدالة العسكرية.

## الاقتصاد
قد تستخدم أنواع أخرى من التسلسل الهرمي، لا سيما في الشركات، العصيان سببًا لـ فصل الموظف من الخدمة أو اتخاذ إجرا تأديبي بشأنه.
لقد كانت هناك قضايا في الولايات المتحدة تضمنت فرض غرامات عصيان من جانب رب العمل مع غرامات مضادة نتيجة انتهاك حقوق التعديل الأول من جانب الموظف. ولقد وصل عددٌ من تلك القضايا إلى المحكمة العليا للولايات المتحدة وكان محورها دائمًا هو الصراع بين مؤسسة التعليم العالي وأحد أعضاء الجامعة.
في محل العمل الحديث في العالم الغربي، تكون علاقات القوة الهرمية علاقات داخلية بشكل كبير بحيث يكون إصدار غرامات رسمية للعصيان أمرًا نادرًا. ولقد أشار عالم الفيزياء والكاتب الأمريكي جيف شميدت في كتابه عقول مهذبة إلى أن المهنيين يعهد إليهم بإدارة المؤسسات لصالح أصحاب الأعمال. ولإن أصحاب الأعمال لن يشاركوا دائمًا في كل قرار، يتم تدريب المهنيين «لضمان أن مضمون كل تفصيلة دقيقة في عملهم يحقق المصالح المناسبة - أو يجنبهم النتائج الضارة» في ظل غياب السلطة الواضحة.

## أمثلة
هناك عدد من الأمثلة لشخصيات شهيرة وذائعة الصيت ارتكبوا العصيان واعترضوا على الملأ على الممارسات المؤسسية.
- جورج جروز - فنان وجندي في الجيش الألماني.
- ديزموند هيوم (شخصية خيالية) - تم تسريحه بطريقة مهينة من الكتيبة الملكية الأسكتلندية في الجيش البريطاني وتم حبسه.
- دوغلاس ماكارثر - لواء أمريكي أعفاه من عمله الرئيس الأمريكي هاري إس ترومان أثناء الحرب الكورية.
- بيلي ميتشيل - طيار شهير وقائد القوات الجوية في الجيش الأمريكي أثناء الحرب العالمية الأولى ومؤيد لـ القوة الجوية أثناء سنوات الحرب.
- ألبرت بايك - اتهمه جيش الحلفاء بالعصيان.
- جاكي روبنسون - لاعب بيسبول أمريكي اتهم بالعصيان أثناء أدائه الخدمة العسكرية، ولكن برأته محكمة عسكرية.
- دانيل جاليري - أميرال في البحرية الأمريكية والذي لعبت مقالاته المنشورة دورًا في الجدال العام أثناء ثورة الأميرالات البحريين
- طوماس سكوت (أورانجمان) - أعدمه لويس ريل.
- هنتر ثومبسون - كاتب أمريكي تم فصله من مجلة التايم.
- جيفري ويجاند - نائب رئيس «براون وويليامسون»، فضح ممارسات صناعة التبغ.